# Ammal
Ammal (em árabe: عمال) é uma cidade e comuna localizada na província de Boumerdès, Argélia. Segundo o censo de 2008, a população total da cidade era de 8 505 habitantes.